# گائتانو لتیزیا
گائتانو لتیزیا (انگلیسی: Gaetano Letizia؛ زادهٔ ۲۹ ژوئن ۱۹۹۰) بازیکن فوتبال اهل ایتالیا است.
از باشگاه‌هایی که در آن بازی کرده‌است می‌توان به باشگاه فوتبال کارپی اشاره کرد.